# De Hjemvendte
De Hjemvendte er en elverstamme, der optræder i fantasy-tegneserien Elverfolket, skabt af Wendy og Richard Pini. 

## Historie
De Hjemvendt er en elverstamme, som har fulgt Paladsets kald til De Frosne Bjerge. De stammer oprindeligt fra den stamme, som forlod Ulverytterne sammen med To-Spyd, og de var engang nomader, der fulgte efter store flokke af rensdyr. Men da Paladset begyndte at kalde på dem, blev deres eneste mål i livet at vende tilbage til det. I lang tid lå de Hjemvendte i konstant krig mod troldene, men det var først ved mødet med Ilders Ulveryttere og disses hjælp, at det lykkedes at erobre Paladset. 
Senere blev De Hjemvendte forvist af en rasende Rayek, og høvdíngen Kahvi rejste af sted for at finde Rayek og få hævn. På et tidspunkt drog De Hjemvendte under anførsel af Zey i krig mod Solfolket for at få fat i Det Lille Palads. Det blev en fiasko, Zey blev dræbt, og De Hjemvendte måtte drage tomhændede hjem. 
Da Paladset blev genskabt efter krigen mod Grohmul Djunn, mødtes De Hjemvendte med de andre elvere i Paladset. De besluttede herefter at drage med Venka ud og lede efter Kahvi. 

## Karakteristika
De Hjemvendte har kun foragt tilovers for magi og mener at der forstyrrer tingenes orden. Dette indbefatter helbredere, da det er De Hjemvendtes opfattelse, at helbredere er gift for en krigers ånd. De er også den eneste elverstamme, der kan få børn uden at genkende hinanden.
De vigtige ting for En Hjemvendt er god mad, en god krig, en god jagt, musik, dans og alt, der kan få blodet til at pumpe i deres årer. 

## Hjemvendte figurer
Kahvi: Kvinde, uvidst om hun er i live eller død. De Hjemvendtes høvding. Datter af To-Spyd og Willowgreen. Tidligere elsker med både Rayek og Ilder, samt utallige andre. Mor til Vaya og Venka. Meget stædig, grov og højtråbende, men samtidigt en stærk og loyal høvding. Er for tiden i et kompliceret forhold med Tyldak. 
Krim: Kvinde, vagt, Pløk og Skots livsledsager. Mor til to sønner, Sust og Cheipar.
Chot: Mand, Zeys næstkommanderende. En ædedolk og sikkert en af Skots slægtninge. Han tilpasser sig livet i Sorgs Ende, hvor han driller Solstrejf og bliver forelsket i Shenshen. Senere følger han Jethel i Den Stedsegrønne Skov, hvor han redder No-Name.  
Urda: Kahvis betroede ven, vogter over De Hjemvendtes børn, og næstkommanderende. Dræbt af Zey, da hun nægtede at være med til at angribe Solfolket. 
Mardu: Kahvis betroede næstkommanderende, som træder til som høvding, når Kahvi er væk. Mor til en unavngivet søn. 
Skot: Mand, vagt. Meget glad for mad. Krim og Pløks livsledsager. Han dør senere i Kampen om Skårene. Far til Sust og muligvis Cheipar. Han havde et stærkt ønske om at være far. 
Vaya: Kvinde, Pløks elsker. Hun blev dræbt i Krigen om Paladset. Kahvi, hendes mor, sørgede over hende, og dette overraskede De Hjemvendte, der mens Vaya levede, aldrig havde set deres høvding græde. 
Venka: Kvinde, Kahvi og Rayeks datter. Opfostret af Ulverytterne, efter hendes forældre forsvandt. Kendt for sin rolighed og sine evner til at bekæmpe enhver form for elver magi, især Vindpusts. 
Yif: Mand. Denne elver blev dræbt i Krigen om Paladset. 
Yun: Kvinde. Tydes datter. Meget stædig og grov som de andre Hjemvendte, men samtidigt også dybt tiltrukket af stjernerne. Helers elsker og Gløds rival. Hvidblondt hår og blegblå øjne. 
Zey: Mand. En ung elver, som overtog De Hjemvendte, da Kahvi var væk. Han angreb Solfolket uden grund og havde nær massakreret begge stammer. Dræbt af Kahvi. Rødbrunt hår og mørke øjne.

## Andre Hjemvendte
Vaya: Kahvis første datter. Hun blev dræbt af trolde i Krigen om Paladset. Tveæg iklædte hende en rustning han havde lavet til elverne og viste Ulverytterne og De Hjemvendte hvordan, de skulle bruge rustningen i krigen. 
Cheider: Ung Hjemvendt.
Jekko: En af De Hjemvendte, der angreb Sorgs Ende. Han blev dræbt af Lillepil
Klagg: Han udfordrede Kahvi, da hun vendte tilbage efter at have søgt efter Ilder
Roff: En relativt tyk elver. Kahvi skældte ham ud for at spise troldekød.
Shurka: Ung Hjemvendt, der blev dræbt af en isbjørn
Urda: En kvindelig elver med sølvhår og blå øjne. Hun var Kahvis næstkommanderende. Hun blev fanget af en gruppe trolde og taget med under jorden. Hun formodes dræbt, da intet er set eller hørt til hende siden.